# 弯齿鸟属
弯齿鸟属是一种生存于白垩纪早期的反鸟类物种，2010年发现于辽宁西部热河生物群晚期的九佛堂组。
2011年，这一新属种由李莉等人命名，属名在拉丁语中意为“弯齿的”。模式种是杨氏弯齿鸟，种名是为了纪念化石修复师杨树瑞。正型标本SG-2005B1发现于辽宁朝阳大平房胡家营子沟早白垩世的九佛堂组。标本不完整，呈正模和负模两块分开保存。该标本目前收藏于沈阳师范大学古生物研究所。
弯齿鸟的属名原為Camptodontus，但先前已经被用于命名步甲科昆虫的一属，因此在2019年，自由研究者Vahe Demirjian提出新屬名Camptodontornis，作為取代名稱。